# Walt Disney Pictures
Walt Disney Pictures, amerikanskt filmbolag, dotterbolag till, och kärnan i, Walt Disney Company, men sedan 1983 inte identiskt med det. Gick tidigare under namnet Walt Disney Productions.

## Företagsstruktur
Bolaget producerar idag såväl spelfilmer som tecknade filmer. Bland dess mest omtalade spelfilmer från senare år märks Remember the Titans, Pirates of the Caribbean: Svarta Pärlans förbannelse, National Treasure och Berättelsen om Narnia: Häxan och lejonet.
Tecknade filmer skapas idag av två olika animationsstudior:
- Walt Disney Animation Studios, den äldsta och största studion, som framför allt är ansvariga för de så kallade Disneyklassikerna.
- Pixar Animation Studios, den före detta samarbetspartnern som sedan 2006 är underlag i Walt Disney Pictures.

## Historik
Bolaget grundades som The Disney Bros. Cartoon Studio av bröderna Walt och Roy O. Disney 1923. Brödernas hade dock börjat göra filmer redan året innan, men då genom ett annat bolag. Filmerna gjorda under dessa första år är stumfilmer på ungefär 10 minuter och en blandning av skådespelare och tecknat. 1927 övergick man till helt igenom tecknade filmer, och 1928 skapades Mickey Mouse (Musse Pigg på svenska), bolagets första och största superstjärna. Hans genombrottsfilm Musse Pigg som Ångbåtskalle (Steamboat Willie) har även gått till historien som filmhistoriens första tecknade talfilm.
1932 släppte Disney historiens första färgfilm, Morgonstämning (Flowers and Trees), och 1937 släppte man sin första långfilm - Snövit och de sju dvärgarna (Snow White and the Seven Dwarfs) - som också var världens första tecknade långfilm med färg och ljud.
1945 kom studions första långfilm med skådespelare, Sången om Södern (Song of the south), som dock delvis var tecknad. Det skulle dröja till 1950 innan studions första film helt utan animation släpptes: Skattkammarön.
Sedan dess har bolaget fortsatt att producera en blandning av tecknade filmer och spelfilmer, såväl korta som långa. Sedan 1983 är filmstudion Walt Disney Pictures dock bara en del av företaget Walt Disney Company, som bl.a. innefattar ytterligare tre filmbolag, och har växt till att bli en av världens största företagskoncerner.
Under 1980-talet började bolagets systerbolag på tv-marknaden att producera tecknade tv-serier, vilket så småningom ledde till att Walt Disney Pictures även påbörjade en produktion av billigare animerade filmer genom DisneyToon Studios. När samarbetspartnern Pixar under 2006 köptes upp och blev ett dotterbolag till Walt Disney Pictures meddelades dock att DisneyToon Studios skulle upphöra sin produktion och läggas ned.
Merparten av bolagets spelfilmsproduktion fick under större delen av 1900-talet endast i undantagsfall positiva omdömen från kritikerna, även om man fick ett inte oansenligt antal publikframgångar. Under 2000-talet kom detta dock i viss mån att ändras - såväl genom tyngre filmer som Remember the Titans, klassiska matinéfilmer som Pirates of the Caribbean: Svarta Pärlans förbannelse och dess uppföljare, och påkostade äventyrsfilmer som Berättelsen om Narnia: Häxan och lejonet och National Treasure.
2005 fick Walt Disneys Feature Animations film Lilla kycklingen premiär, och blev den första av studions tecknade filmer med datoranimation. Samma år meddelade Walt Disney Pictures även att man i fortsättningen enbart ämnade hålla sig till datoranimerade filmer, vilket i kombination med nedläggningen av DisneyToons Studios skulle innebära att den traditionellt tecknade filmen var ett avslutat kapitel hos Disney. Möjligen som en följd av uppköpet av Pixar meddelade man dock redan i juli 2006 att Walt Disney Features Animation åter tagit upp produktionen av traditionellt animerade filmer.

## Produktion
Se Lista över Disneyfilmer för långfilmer och Lista över Disneys kortfilmer för kortfilmer.